# Tutaibo carita
Espèce
Tutaibo carita est une espèce d'araignées aranéomorphes de la famille des Linyphiidae.

## Distribution
Cette espèce est endémique d'Uruguay. Elle se rencontre dans les départements de Durazno, d'Artigas, de Salto, de Canelones, de Rocha et de Cerro Largo.

## Description
Le mâle holotype mesure 1,86 mm et la femelle paratype 2,06 mm, les mâles mesurent de 1,84 à 2,10 mm et les femelles de 1,79 à 2,20 mm.

## Systématique et taxinomie
Cette espèce a été décrite par Cajade en 2024.

## Étymologie
Cette espèce est nommée en l'honneur de Carolina Cajade.

## Publication originale
- Cajade, Rodrigues, Hagopián, Laborda & Simó, 2024 : « The spider genus Tutaibo (Araneae, Linyphiidae) in Uruguay: two new species and new records. » Zootaxa, no 5537(2), p. 195-201.